# Kris Clyburn
Kristopher Joshon Clyburn, detto Kris (Detroit, 20 aprile 1996), è un cestista statunitense.
È il fratello minore di Will Clyburn, anch'egli cestista.